# Krystał Parchomiwka
Krystał Parchomiwka (ukr. Футбольний клуб «Кристал» Пархомівка, Futbolnyj Kłub "Krystał" Parchomiwka) – ukraiński klub piłkarski z siedzibą w Parchomiwce, w obwodzie charkowskim.

## Historia
Chronologia nazw:
- 19??—20??.: Krystał Parchomiwka (ukr. «Кристал» Пархомівка)

Piłkarska drużyna Krystał została założona we wsi Parchomiwka w XX wieku. Zespół występował w rozgrywkach mistrzostw i Pucharu obwodu charkowskiego.
W sezonie 1996/97 debiutował w rozgrywkach Amatorskiej Lihi, w której zajął ostatnie, piąte miejsce w 4 grupie. Lepiej poszło w Amatorskim Pucharze, gdzie w finale został pokonany przez Domobudiwnyk Czernihów (1:1, 0:2). W następnym sezonie najpierw zajął drugie miejsce w 3 grupie, a potem trzecie miejsce w finale. W sezonie 1998/99 ponownie był najpierw drugi w 3 grupie, a potem drugi w finale. Startował również w Pucharze Ukrainy. W sezonie 1999 zajął najpierw pierwsze miejsce w 3 grupie, a potem trzecie w finale. W 2000 uczestniczył w Amatorskim Pucharze, gdzie w finale został pokonany tym razem przez FK Łużany (1:5, 4:4). Potem klub występował w rozgrywkach mistrzostw i Pucharu obwodu, dopóki nie został rozwiązany.

## Sukcesy
- Puchar Ukrainy:

1/64 finału: 1995/96
- Amatorska liha:

2 miejsce: 1998/99
- Amatorski Puchar Ukrainy:

finalista: 1996/97, 2000
- mistrzostwo obwodu charkowskiego

mistrz: 1998, 1999, 2000
- Puchar obwodu charkowskiego

zdobywca: 1995, 1996, 1998, 1999, 2000